# Guido Novak von Arienti
Guido Novak von Arienti (Milan, 21 janvier 1859 - Vienne, 15 août 1928) était un général austro-hongrois.
Pendant la Première Guerre mondiale, il a combattu d'abord sur le front serbe, puis sur le front italien. Il se distingue en tant que commandant d'une division, puis d'un corps d'armée, et atteint le grade de Feldmarschalleutnant (général de corps d'armée).

## Biographie
Il est né à Milan. le 21 janvier 1859, fils d'un officier de marine autrichien. Après avoir été diplômé de l'école des cadets de l'infanterie de Karthaus, près de Brünn, il est affecté avec le grade de kadettfeldwebel au 45e régiment d'infanterie, puis transféré à Lemberg, en Galice, au 80e régiment d'infanterie "Holstein", où il est promu sous-lieutenant le 1er septembre 1878. En février 1880, son régiment est envoyé en Bosnie pour remplacer le 24e régiment d'infanterie, qui y était stationné depuis plusieurs années. Avant d'être transféré dans les anciens cantonnements de Lemberg et de Zloczów, son régiment s'est distingué dans la répression du soulèvement qui a éclaté dans le sud de la Dalmatie en 1882. Le 1er janvier 1883, il est promu au rang d'oberleutnant.
Le 20 janvier 1886, il épouse Mlle Olga Langner von Grantal, la fille d'un major de son régiment, stationné à Zloczów. Au début, ce fut un mariage heureux, mais la santé d'Olga Novak s'est progressivement détériorée. Le 1er novembre 1890, il est promu capitaine (Hauptmann) de 2e classe. En mai 1891, il est transféré à Josephstadt, au 24e régiment d'infanterie, mais la mauvaise santé de sa femme ne lui permet pas de l'accompagner. Dans cette situation, il a réussi à trouver un ami (l'Hauptmann Franz Krulitsch) qui, connaissant les circonstances, a accepté d'échanger sa place avec lui, et en conséquence, le 5 juin, il a été transféré à Lemberg, dans son ancien régiment. Le 15 août 1893, Olga Novak est décédée à Lemberg à l'âge de 31 ans, laissant derrière elle son mari et un enfant de 6 ans.
Le 1er novembre 1893, il est promu capitaine de 1re classe et tombe alors amoureux de Marta, la fille de 20 ans du generalmajor (général-major) Maximilian von Hirsch Duinofels. Ils se sont mariés à Brody le 24 janvier 1897.

Pour ses nombreuses années de service honorable dans le même régiment, il a reçu la médaille de bronze du mérite militaire (Signum Laudis) le 22 octobre 1900, avec les éloges de l'empereur François-Joseph Ier. Le 1er novembre 1901, il est promu au rang de major et transféré au 2e régiment de Kaiserjäger du Tyrol.
Le 27 avril 1903, il devient commandant du 8e bataillon de Feldjäger stationné à Tarvisio. À l'automne de cette année-là, une série d'inondations majeures a dévasté certaines parties de la Carinthie, de la Styrie et de Salzbourg, et les autorités civiles ont envoyé l'armée pour aider la population. Fin janvier 1904, certains officiers et soldats qui se sont particulièrement distingués lors des opérations de secours sont décorés, et il reçoit la Croix du Mérite militaire. Le 1er mai 1907, il est promu oberstleutnant et reste à la tête du bataillon. Pour ses cinq années en tant que commandant de bataillon, il reçoit l'Ordre de la Couronne de Fer de 3e classe le 19 mars 1908. Le 1er mai 1910, il est promu oberst (colonel), prenant le commandement du 1er régiment de Kaiserjäger du Tyrol le 31 mai de la même année. Ayant maintenant plus de 30 ans d'excellents services derrière lui, il a demandé son élévation à la noblesse avec le prédicat "von Arienti", qui lui a été accordé le 28 juillet.Les excellentes performances de son régiment lors des grandes manœuvres de l'armée austro-hongroise au printemps et à l'été 1913 ne sont pas passées inaperçues et lui ont valu d'être décoré de l'Ordre prussien de l'Aigle rouge de 2e classe et de la Croix de commandeur de 2e classe de l'Ordre de l'Épée de Suède en octobre de la même année.

### Première Guerre mondiale
Promu au rang de generalmajor (général-major) le 1er août 1914, la 1re brigade de montagne sous son commandement est affectée au XVIe corps d'armée, commandé par le feldzeugmeister (maréchal) Wenzel von Wurm, appartenant à la 6e armée du maréchal Oskar Potiorek. L'unité participe aux premières opérations en Serbie occidentale, où il subit une grave blessure à la tête le matin du 9 septembre à Čavčići. Remis de sa blessure, il reprend le commandement de sa brigade le 25 janvier 1915. La Brigade est envoyée sur le front de l'Isonzo en mai de la même année, après la déclaration de guerre du royaume d'Italie, avec le reste du XVIe corps d'armée. L'unité fait partie de la 18e division d'infanterie sous le commandement du Generalmajor Eduard Böltz, responsable de la tenue de la colline 383, située sur la rive orientale de l'Isonzo en face du village de Plava, considérée d'importance vitale.
Le 9 juin, le commandement du IIe corps d'armée italien envoie des unités de la 3e division d'infanterie, alors sous le commandement du général Giovanni Prelli, de l'autre côté de la rivière, lançant une série d'attaques contre les positions de la cote 383 la semaine suivante. La colline a été brièvement perdue le 16 juin, puis reprise le lendemain après que le commandant de la 2e armée italienne, le lieutenant général (tenente generale) Pietro Frugoni, ait suspendu toute nouvelle attaque. Pour la défense réussie de la colline 383, il est ensuite fait chevalier de l'ordre militaire de Marie-Thérèse,. Il est blessé pour la deuxième fois en août 1915 et, en novembre de la même année, il prend le commandement de la 50e division d'infanterie, puis celui de la 62e, déployée à Bainsizza, et assume temporairement le commandement du XVIIe corps d'armée. Élevé au rang de feldmarschalleutnant le 22 août 1917, il est placé au commandement de l'Académie militaire de Wiener Neustadt, poste qu'il occupe jusqu'à la fin des hostilités. Quittant la vie militaire, il prend sa retraite et s'éteint à Vienne le 15 août 1928 .
Sur la plateau entre le mont Kuk et le mont Vodice se trouve un monument dédié au général Guido Novak von Arienti qui commandait la 62e division opérant dans le secteur entre Auzza - Canale et Zagora - Monte Santo. L'inscription originale portait les mots "Generalmajor von Novak Platz 1915-1916".

### Promotions militaires
- Kadett: 1er septembre 1878
- Leutnant: 1er novembre 1878
- Oberleutnant: 1erjanvier 1883
- Hauptmann 2. Klasse: 1er novembre 1890
- Hauptmann 1. Klasse: 1er novembre 1893
- Major: 1er novembre 1901
- Oberstleutnant: 1er mai 1907
- Oberst: 1er mai 1910
- Generalmajor: 1er août 1914
- Feldmarschallleutnant: 22 août 1917

## Distinctions

### Distinctions austro-hongroises
- Chevalier de l'ordre militaire de Marie-Thérèse
- Chevalier de l'ordre impérial de Léopold avec décoration de guerre et épées
- Ordre de la Couronne de fer 2e classe avec décoration de guerre et épées
- Médaille d'argent du mérite militaire (Signum Laudis)
- Médaille de bronze du mérite militaire (Signum Laudis)
- Croix de fer de 2e classe avec décoration de guerre et épées
- Croix du mérite militaire de 2e classe avec décoration de guerre et épées

### Distinctions étrangères
- Chevalier de 2ème classe de l'ordre de l'Aigle rouge (royaume de Prusse)
- Chevalier de 2e classe de l'ordre de l'Épée (Suède)